# Schmalfuß-Federschwanz-Gleitbeutler
Der Schmalfuß-Federschwanz-Gleitbeutler (Acrobates pygmaeus) ist eine Beutelsäugerart aus der Familie der Zwerggleitbeutler (Acrobatidae), die im Südosten Australiens von der McPherson Range an der Grenze von New South Wales und Queensland bis Victoria vorkommt.
Der Artzusatz im wissenschaftlichen Namen ist das lateinische Wort pygmaeus (zwergenhaft). Er bezieht sich auf die geringe Körpergröße.

## Beschreibung
Schmalfuß-Federschwanz-Gleitbeutler erreichen eine Kopfrumpflänge von 50 bis 70 Millimeter, haben einen 60 bis 75 Millimeter langen Schwanz und erreichen ein Gewicht von 8 bis 18 Gramm. Männchen sind im Durchschnitt etwa 10 % größer als die Weibchen und vom Süden zum Norden des Verbreitungsgebietes verringert sich ihre Größe (Bergmannsche Regel), so dass die Männchen im Norden des Verbreitungsgebietes die gleiche Größe wie die Weibchen haben. Der Schwanz ist an beiden Seiten mit kurzen, steifen Haaren versehen, die ein federartiges Aussehen bewirken. Er ist bei jungen Tiere relativ zur Körperlänge kürzer als bei älteren. Der Rücken, die Kopfoberseite, die Oberseiten von Gliedmaßen und Gleitmembran sind bräunlich bis dunkelgrau. Die Unterseite sowie eine 1 bis 2 Millimeter breite Zone am Rand des Schwanzes sind cremefarben oder grau. Ohren und Zehen sind nur spärlich behaart. Von seiner Schwesterart, dem Breitfuß-Federschwanz-Gleitbeutler (Acrobates frontales), unterscheidet sich der Schmalfuß-Federschwanz-Gleitbeutler nur durch die Form der Fußballen, die rund sind und von gleicher Länge wie Breite sind, während der Breitfuß-Federschwanz-Gleitbeutler herzförmige Fußballen hat, die breiter als lang sind. Die Furchen zwischen den Fußballen sind beim Schmalfuß-Federschwanz-Gleitbeutler nur undeutlich ausgebildet.

## Lebensraum und Verhalten
Schmalfuß-Federschwanz-Gleitbeutler leben in geschlossenen und offenen Wäldern von Meeresspiegelhöhe bis in Höhen von 1200 Metern. In weiten Teilen des Verbreitungsgebietes kommt er sympatrisch mit dem Breitfuß-Federschwanz-Gleitbeutler vor. Nähere Untersuchungen zur Ernährung, Verhalten und Fortpflanzung, die beide Arten unterscheiden gibt es bisher nicht. Weiteres im Artikel zur Gattung.